# Castell de Balmoral
El castell de Balmoral està situat a la propietat escocesa de Balmoral, al comtat d'Aiberdeenshire. El castell de Balmoral fou adquirit per la reina Victòria I del Regne Unit i el seu espòs, el príncep Albert de Saxònia-Coburg Gotha, durant la dècada de 1850. Actualment és la residència de la família reial anglesa durant els mesos d'agost i setembre.
Durant una rutinària visita de la reina Victòria i el seu espòs als Highlands escocesos, la parella quedà enamorada de la propietat de Balmoral. L'any 1852 la parella comprà la finca de Balmoral i quatre anys després, el príncep consort iniciava la construcció de l'actual palau de Balmoral, a escassos metres al nord de l'antiga casa de la finca. El palau ha sofert molts canvis des de l'any 1856, els més recents foren projectats pel duc d'Edimburg que redissenyà els extensos jardins de la finca.
El palau és, avui en dia, una edificació romàntica inspirada en els antics castells escocesos i s'inscriu en el si d'un corrent de recuperació i admiració del llegat medieval que transcorregué a tot Europa al llarg del segle xix. Altre clar exemple n'és el castell de Sigmaringen al sud d'Alemanya.
La finca de Balmoral té més de 20.000 hectàrees (50.000 acres), i hi treballen més de 50 treballadors a temps complet i 100 treballadors a temps parcial. L'explotació de la finca és la principal font de riquesa de la regió. Com a conseqüència de la duresa del clima, la pràctica agrícola hi és molt difícil i això provoca que sigui l'explotació forestal la principal font d'ingressos de la finca. Anualment visiten el castell un total de 85.000 persones.
Al castell de Balmoral nasqué la reina Victòria Eugènia de Battenberg, àvia del rei Joan Carles I d'Espanya. El 8 de setembre de 2022 hi morí la reina Elsabet II, als 96 anys.

## Arquitectura
Encara que se li digui castell, la seva funció principal és la de casa de camp. És una casa de camp típica i més aviat normal de l'època victoriana. La torre i les "torretes de pebrera" són trets característics de l'estil baronial escocès de la residència. La torre de set pisos és una característica arquitectònica manllevada de les cases torre defensives medievals. Les torretes "pebrera" són influència de l'estil dels châteaux francesos del segle XVI. Altres característiques de l'estil baronial escocès són els frontons amb graons, les llucanes i els porte-cochère amb merlets.

## Propietat
Balmoral és de propietat privada i, a diferència de les residències oficials del monarca, no és propietat de la Corona. Originalment, el príncep Albert, en comptes de la reina, va comprar l'immoble, fet que significa que cap dels ingressos de la finca van al Parlament o a la borsa pública, com seria en el cas de les propietats del monarca, segons la Civil List Act 1760. Juntament amb el palau de Sandringham, a Norfolk, Eduard VIII va heretar la propietat de Balmoral després de coronar-se el 1936. Més tard, quan va abdicar el mateix any, però, va conservar les seves propietats. Es va idear un acord financer, en virtut del qual Balmoral i Sandringham fossin comprats pel germà d'Eduard i successor de la Corona, Jordi VI.
Actualment, la finca encara és propietat del monarca, però és gestionada per fideïcomissaris en virtut d'Escriptures de Nominació i Nomenament.

## A la cultura popular
Parts de les pel·lícules La reina (2006) i Mrs. Brown (1997) es van basar en esdeveniments succeïts al castell de Balmoral. En ambdues pel·lícules es van utilitzar ubicacions substitutives: el castell de Blairquhan a La reina i el castell de Duns a Mrs. Brown. A la sèrie de Netflix The Crown, es va utilitzar el palau d'Ardverikie com a substitut.
Una il·lustració del castell apareix al revers dels bitllets de 100 lliures emesos pel Royal Bank of Scotland.